# Pierre Lescot

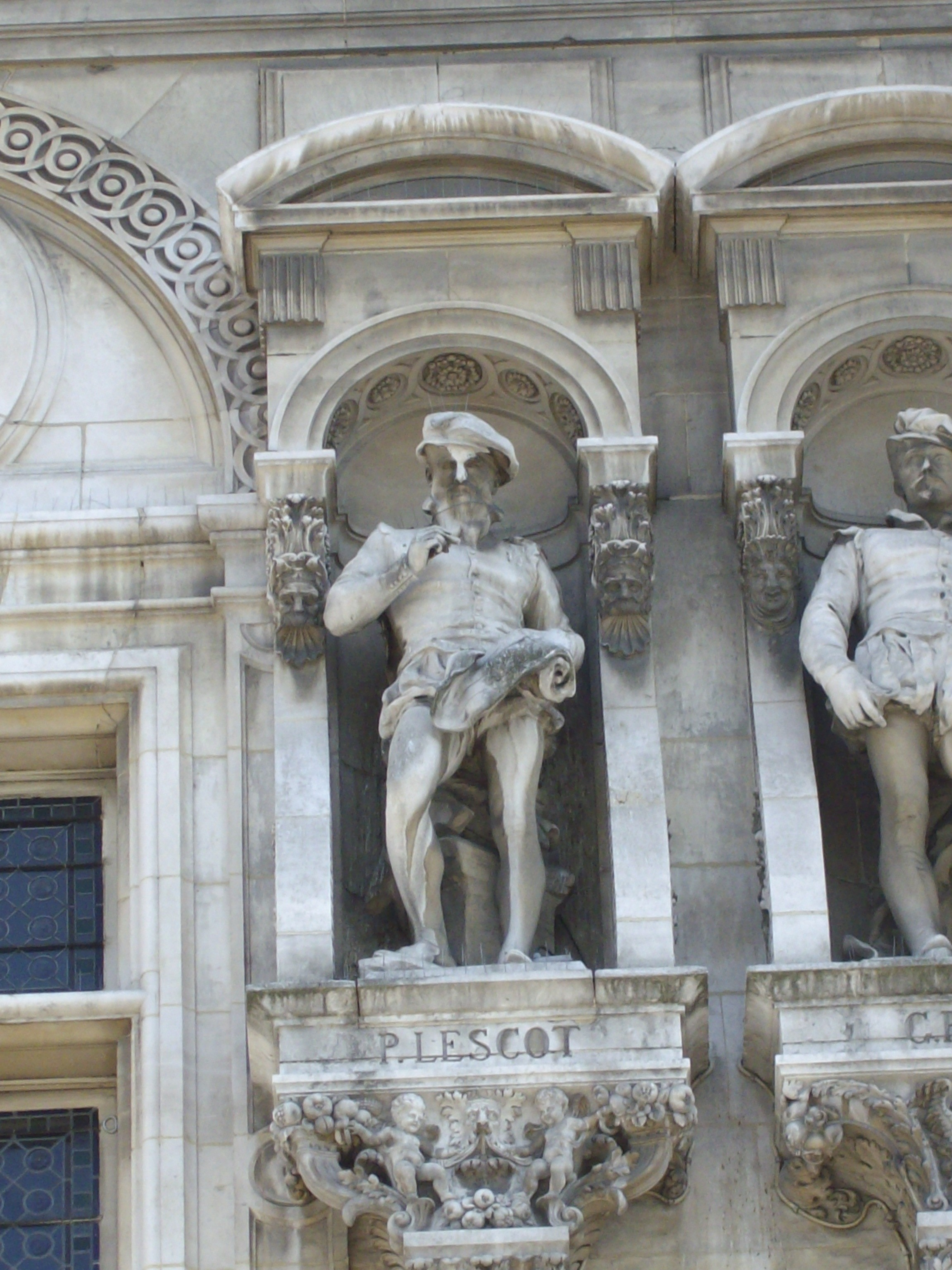
Standbeeld Pierre Lescot

Pierre Lescot de Lissy, seigneur du fief de La Grange du Martroy en seigneur van Clagny (Parijs, 1510 - aldaar, 1578) was een Frans architect en kunstschilder uit de renaissance. Hij was de zoon van de procureur des Konings en werkte als architect onder Frans I, Hendrik II, Frans II, Karel IX en Hendrik III. Hij was gedurende 32 jaar de architect van het Louvre, toen dat werd verbouwd.

## Achtergrond
Lescot had een andere achtergrond dan de middeleeuwse meester-metselaars, maar ook dan architecten als Gilles le Breton. Hij stamde uit een voorname en welgestelde juristenfamilie en genoot een grondige en veelzijdige opleiding die behalve architectuur wiskunde, geometrie en schilderkunst omvatte. Hij ontwikkelde door deze veelzijdigheid een kundigheid, die Pierre de Ronsard in zijn verzen heeft beschreven. De dichter schreef dat Lescot vanaf twintigjarige leeftijd excellent in de vrije kunsten was bedreven. Hij werd aan het hof bewonderd door de manier waarop hij in samenwerking met de beeldhouwer-architect Jean Goujon klassieke concepten opnieuw gebruikte.

## Realisaties

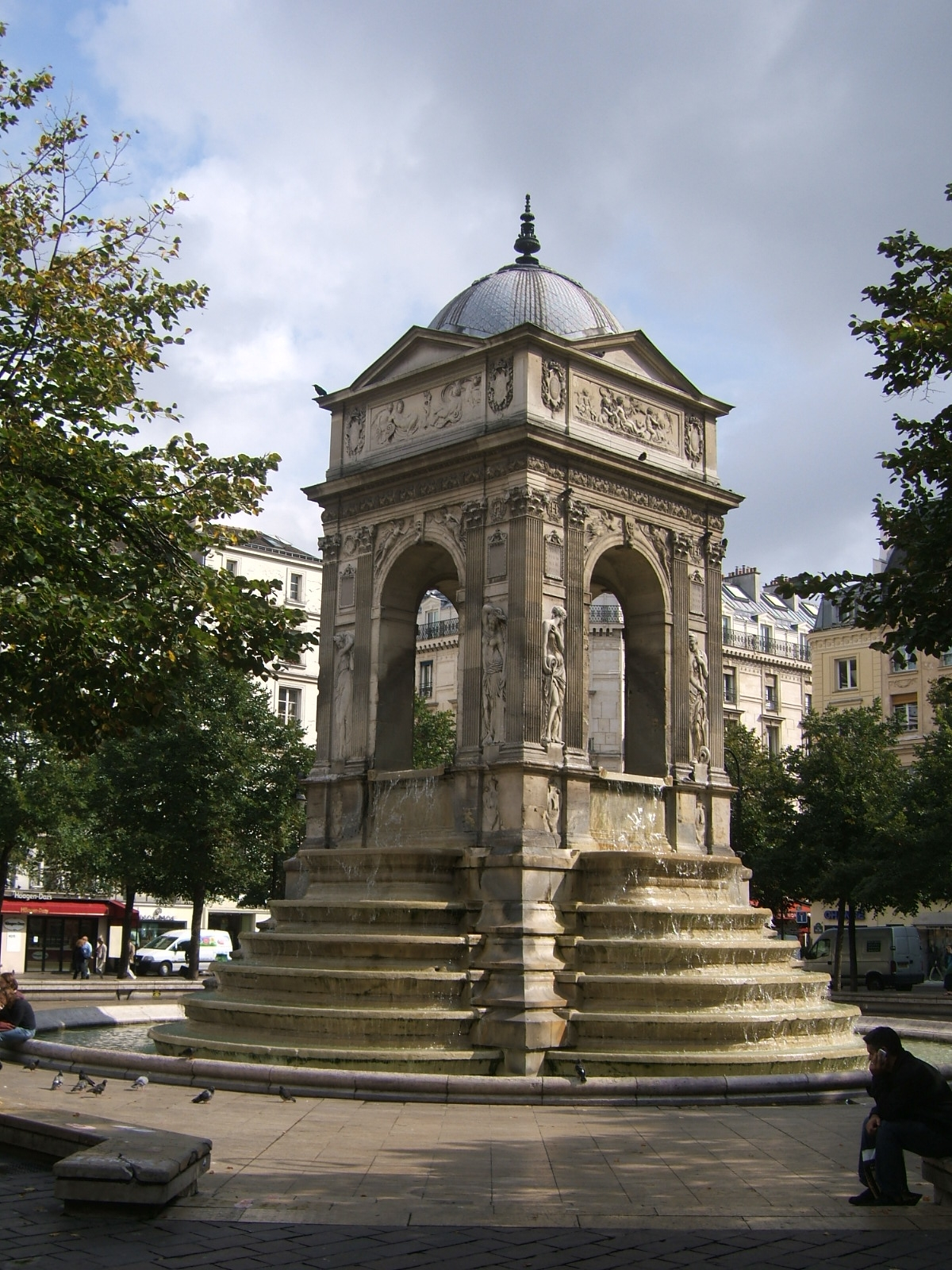
Fontaine des Innocents

- Het doksaal van de Église Saint-Germain-l'Auxerrois (1541-1544). Dit werd in 1750 vernietigd.
- Het Château de Vallery (1548)
- De Fontaine des Nymphes (1549), later Fontaine des Innocents, werd in 1788 en 1860 aangepast.
- Hôtel de Ligneris (1554). Het werd door François Mansart in de 17e eeuw afgebouwd en later hôtel Carnavalet werd genoemd.

## Renovatie van het Louvre, 1546 tot zijn dood
Cour Carré
Het bouwwerk waarmee het Frans classicisme werd gevestigd was van Lescot: de Cour Carré van het Louvre in Parijs waaraan in 1546 in opdracht van Frans I werd begonnen. Frans I had daarvoor Sebastiano Serlio maar Lescot gekozen. Frans I haalde de Grosse Tour naar beneden, het zuidwestelijke gedeelte van gebouwen, en gaf de taak aan Lescot om het fort om te bouwen in een paleis, maar stierf voor er met dat project meer dan een begin was gemaakt was. Lescot bouwde onder Hendrik II verder en gaf het binnenplein viermaal zijn oorspronkelijke afmetingen. Het vergrote ontwerp werd meer dan een eeuw later voltooid.
Lescot bouwde alleen de zuidelijke helft van de westzijde en heeft zodoende gewerkt aan een van de hoogst aangeschreven, nog bewaard gebleven monumenten van de Franse renaissance, die in de 'klassieke' fase zijn gemaakt. Deze fase wordt onderscheiden van die waarin bijvoorbeeld het kasteel van Chambord is gebouwd. Bij de St. Pierre en in Chambord zijn elementen ontleend aan de vroege renaissance, terwijl Lescot zich door Bramante en diens opvolgers liet inspireren.
Lescots blok bevatte een trap aan het noordelijke gedeelte en twee Grandes Salles. De trap was op zijn Italiaans. De lagere van de twee zalen, gekend als de 'Salle des Cariatides' geeft nog steeds een idee van zijn oorspronkelijke flair. De kariatiden nemen de plaats in van de pilaren, in wat eigenlijk alleen een ornamentele hall was. Dit was gekend als het 'Tribunal'. Lescot bouwde ook een hoekpaviljoen aan deze vleugel, die appartementen van de koning bevatten. Ze kregen de naam 'Pavilion du Roi'.
Stijl van de façade

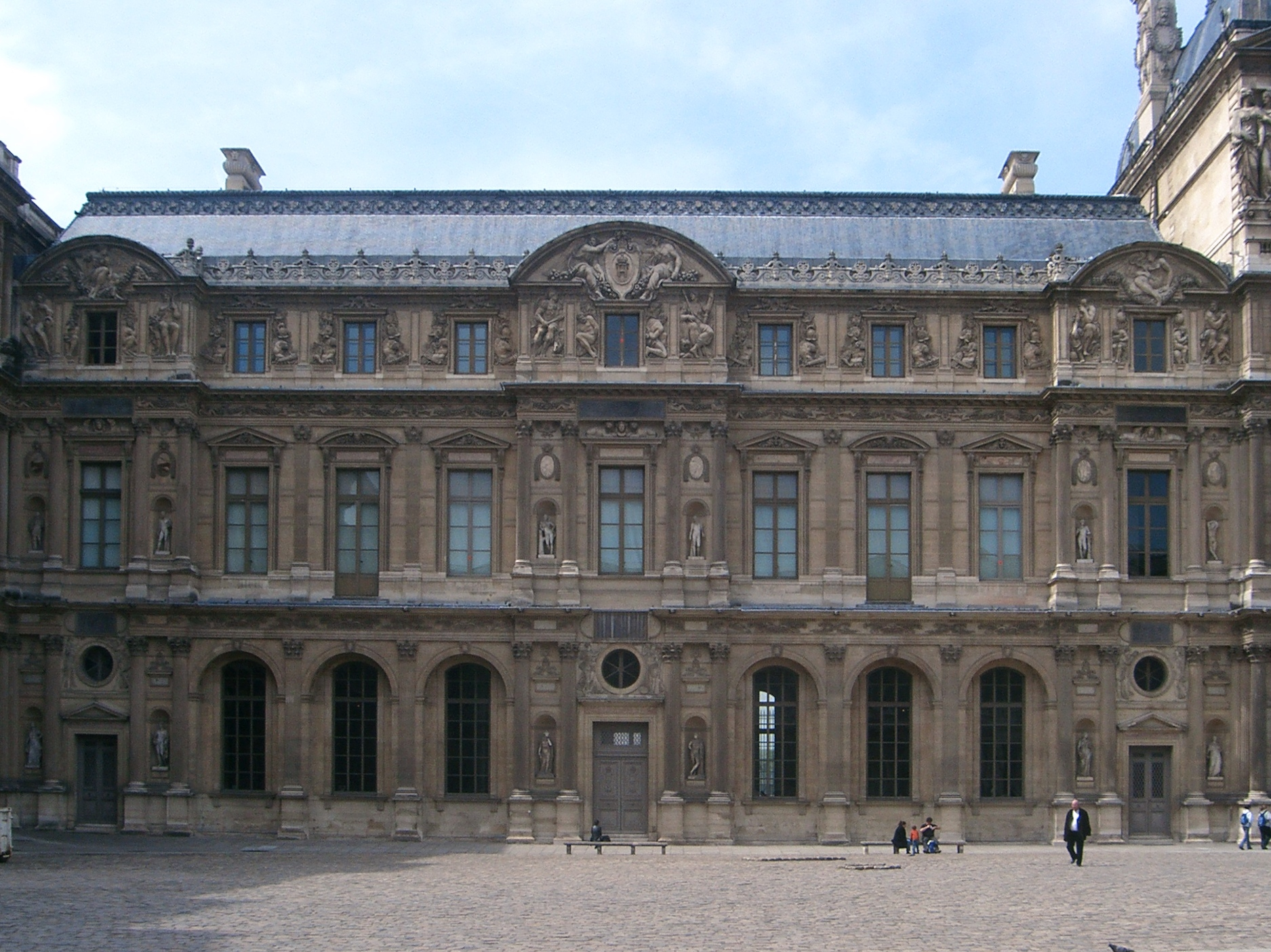
Façade Pierre Lescot

De façade is gedecoreerd met een variëteit in de behandeling van de vensters en met gedetailleerde zuilen en pilasters van de Korinthische en composiete orde. De weelderigheid van deze sculpturale gevelbehandeling wordt versterkt door de figuren en reliëfs zowel binnen als buiten het gebouw, vervaardigd door beeldhouwer Jean Goujon, van wie ook werk is te zien in Lescots hôtel Carnavalet in Parijs, van ongeveer 1545. De details van Lescots façade hebben een klassieke zuiverheid, maar onderscheiden zich van Italiaans bouwwerk. Ze danken hun karakter niet aan oppervlakkig toegepaste Italiaanse vormen, maar aan de synthese tussen het traditionele château en het renaissancepaleis. De halve zuilen zijn wel Italiaans, evenals de frontons van de ramen en de arcaden van de benedenverdieping. De continuïteit van de façade wordt onderbroken door drie vooruitstekende delen of risalieten, die de châteautorens hebben vervangen, terwijl het hoge dak tot de Franse tradities behoort. De verticale accenten zijn sterker dan de horizontale, een effect dat wordt versterkt door de smalle hoge ramen.
- Bibliothèque nationale de France: cb12138423x (data)
- Gemeinsame Normdatei: 123380561
- International Standard Name Identifier: 0000 0000 8148 2785
- KulturNav: 6383f6a6-2505-4e7a-a851-6a5cba0bb5d1
- Library of Congress Control Number: nr99007690
- Système universitaire de documentation: 069763968
- Union List of Artist Names: 500000923
- Virtual International Authority File: 25509173
- WorldCat: E39PCjwBGV7p9T78w3Jv7P43w3